# James Hardy Wilkinson
James Hardy Wilkinson (27. září 1919, Strood – 5. října 1986, Londýn) byl anglický matematik a informatik, osobnost numerické analýzy, ve které objevil řadu významných algoritmů.
V roce 1970 dostal Turingovu cenu za jeho výzkum v oblasti numerické analýzy, který umožnil efektivnější použití počítačů při řešení numerických úloh a jeho práci v oblasti numerických metod lineární algebry a zpětného odhalování chyb. Je po něm pojmenována Wilkinsonova cena, která se uděluje každé čtyři roky za výzkum v oblasti numerického softwaru.